# Mennesker bag Gitret
Mennesker bag Gitret (originaltitel: The Big House) er en amerikansk kriminalfilm fra 1930, instrueret af George Hill, udgivet af Metro-Goldwyn-Mayer
og havde Chester Morris, Wallace Beery, Lewis Stone og Robert Montgomery i hovedrollerne. I biroller ses Leila Hyams, George F. Marion, J. C. Nugent, Karl Dane og Tom Kennedy.
Historien og dialogerne blev skrevet af Frances Marion, med øvrige dialoger skrevet af Joe Farnham og Martin Flavin.
Historien er inspireret af en bølge af fængselsoptøjer i 1929 og den deraf følgende føderale efterforskning.
Som svar skrev George Hill en 27-siders historiebehandling kaldet  "The Reign of Terror: A Story of Crime and Punishment".
Irving Thalberg gav grønt lys for manuskriptet og hyrede Frances Marion til at arbejde med George Hill.
Lon Chaney blev oprindeligt valgt til rollen som Butch, en voldelig karrierekriminel som regerer fængselscelleblokken.
Da Chaney døde af kræft, gik rollen til Wallace Beery.
Beery blev nomineret til en Oscar for bedste mandlige hovedrolle. Marion vandt en Oscar for bedste filmatisering og Douglas Shearer vand den første Oscar for bedste lyd. FIlmen var nomineret til en Oscar for bedste film.
Mennesker bag Gitret var en af de første fængselsfilm nogensinde og var enormt indflydelsesrig på genren.

## Modtagelse
Mordaunt Hall fra The New York Times beskrev filmen som "en film hvor instruering, fotografering, lydarbejde og det storslåede skuespil har forrang for en ubetydelig historie".
Variety kaldte den et "virilt, realistisk melodrama".

## Eksterne Henvisninger
- Mennesker bag Gitret på Internet Movie Database (engelsk)
- Mennesker bag Gitret i Svensk Filmdatabas (svensk)
- Mennesker bag Gitret på AlloCiné (fransk)
- Mennesker bag Gitret på MovieMeter (nederlandsk)
- Mennesker bag Gitret på AllMovie (engelsk)
- Mennesker bag Gitret hos American Film Institute (engelsk)
- Mennesker bag Gitret på Turner Classic Movies (engelsk)
- Mennesker bag Gitret på The Movie Database (engelsk)
- Mennesker bag Gitret på Rotten Tomatoes (engelsk)
- Mennesker bag Gitret på Filmaffinity (engelsk)